# Okres Gruyère
Okres Gruyère (francouzsky District de la Gruyère) je jedním z 7 okresů v kantonu Fribourg ve Švýcarsku. Administrativním centrem okresu je Bulle.

## Geografie
Okres je pojmenován podle oblasti Gruyère na jihovýchodě kantonu Fribourg, ve které se převážně nachází. Úředním jazykem okresu je francouzština, avšak v okrese se nachází jedna obec, v níž je úředním jazykem němčina – Jaun.

## Seznam obcí
| Znak                   | Název obce             | Počet obyvatel (31. 12. 2023) | Rozloha (km²) | Hustota zalidnění (obyv./km²) |
| ---------------------- | ---------------------- | ----------------------------- | ------------- | ----------------------------- |
| Bas-Intyamon           | Bas-Intyamon           | 1701                          | 33,34         | 51                            |
| Botterens              | Botterens              | 741                           | 4,27          | 174                           |
| Broc                   | Broc                   | 2810                          | 10,03         | 280                           |
| Bulle                  | Bulle                  | 26 749                        | 23,86         | 1121                          |
| Châtel-sur-Montsalvens | Châtel-sur-Montsalvens | 359                           | 2,03          | 177                           |
| Corbières              | Corbières              | 1042                          | 9,62          | 108                           |
| Crésuz                 | Crésuz                 | 474                           | 1,79          | 265                           |
| Echarlens              | Echarlens              | 841                           | 4,66          | 180                           |
| Grandvillard           | Grandvillard           | 858                           | 24,32         | 35                            |
| Gruyères               | Gruyères               | 2301                          | 28,44         | 81                            |
| Hauteville             | Hauteville             | 730                           | 10,54         | 69                            |
| Haut-Intyamon          | Haut-Intyamon          | 1691                          | 60,27         | 28                            |
| Jaun                   | Jaun                   | 647                           | 55,26         | 12                            |
| La Roche               | La Roche               | 1859                          | 24,06         | 77                            |
| Le Pâquier             | Le Pâquier             | 1390                          | 4,50          | 309                           |
| Marsens                | Marsens                | 2115                          | 7,84          | 270                           |
| Morlon                 | Morlon                 | 713                           | 2,64          | 270                           |
| Pont-en-Ogoz           | Pont-en-Ogoz           | 2013                          | 10,16         | 198                           |
| Pont-la-Ville          | Pont-la-Ville          | 613                           | 4,36          | 141                           |
| Riaz                   | Riaz                   | 2890                          | 7,75          | 373                           |
| Sâles                  | Sâles                  | 1452                          | 18,82         | 77                            |
| Sorens                 | Sorens                 | 1096                          | 8,71          | 126                           |
| Val-de-Charmey         | Val-de-Charmey         | 2672                          | 112,04        | 24                            |
| Vaulruz                | Vaulruz                | 1128                          | 10,10         | 112                           |
| Vuadens                | Vuadens                | 2556                          | 10,45         | 245                           |
| Celkem (25)            | Celkem (25)            | 61 441                        | 489,86        | 125                           |